# Blatné Remety
Blatné Remety é um município da Eslováquia, situado no distrito de Sobrance, na região de Košice. Tem 9,99 km² de área e sua população em 2018 foi estimada em 697 habitantes.

## Demografia
| Ano:        | 1994 | 2004    | 2014    | 2024   |
| ----------- | ---- | ------- | ------- | ------ |
| Broj ljudi: | 445  | 503     | 663     | 626    |
| Razlika:    |      | +13,03% | +31,80% | -5,58% |

| Ano:               | 2023 | 2024   |
| ------------------ | ---- | ------ |
| Número de pessoas: | 619  | 626    |
| Diferença:         |      | +1,13% |